# Девізна політика
Девізна політика — це політика регулювання валютного курсу шляхом купівлі й продажу іноземної валюти.
Національний банк здійснює девізну валютну політику на підставі регулювання курсу грошової одиниці України до іноземних валют шляхом купівлі та продажу іноземної валюти на фінансових ринках.
Девізна політика почала застосовуватися в 19 ст і набула широкого поширення в період загальної кризи капіталізму. У 30-х рр. Девізна політика використовувалася низкою країн (США, Великою Британією та ін.) для пониження курсу своєї валюти в цілях заохочення експорту товарів і боротьби за зовнішні ринки.
Власне, поняття девізи (від франц. «devises» — первісно — поділ; кошторис, розрахунок, розцінка) означає платіжні засоби в іноземній валюті, призначені для міжнародних розрахунків (звідси і назва політики). Термін «девізи» почав застосовуватись з 1922 р., коли була організаційно оформлена Генуезька валютна система, заснована на золотодевізному стандарті, у результаті чого було узаконено використання національних валют як однієї з форм світових грошей. Девізна політика проводиться у формі валютних інтервенцій.
Валютна інтервенція — це пряме втручання центрального банку в операції на валютному ринку з метою регулювання курсу національної валюти через операції з купівлі-продажу іноземних валют.
Головними цілями проведення валютних інтервенцій є: — підтримання на певному рівні курсу національної грошової одиниці з тим, щоб не допустити її знецінення або необґрунтованого зміцнення; — стабілізація кон'юнктури на валютному ринку країни, тобто врівноваження попиту і пропозиції на іноземну валюту; — підтримання курсу національної валюти на штучно заниженому рівні для стимулювання збільшення обсягів експорту і підтримання конкурентоспроможності на зовнішніх ринках.
У сучасних умовах девізна політика направлена на підтримку валютних курсів, регульованих Міжнародним валютним фондом (МВФ) на рівні офіційних паритетів з відхиленнями в межах ±1 %. З 1972 МВФ вирішив розширити межі відхилень ± 2,25 %. Проте в умовах інфляції і кризи міжнародної валютної системи капіталізму фактичне відхилення їх від паритетів більше. Умова проведення девізної політики — наявність в країни крупних валютних резервів. Впливаючи на попит і пропозицію валюти, держава тимчасово згладжує коливання валютного курсу, але не може усунути стихійну основу його і затримати знецінення валюти при розладі платіжного балансу і посиленні інфляціяї. Девізна політика короткочасно застосовувалася в СРСР в період НЕПу для підтримки курсу червінця..
Валютні інтервенції можуть проводитися також і для стимулювання експортних операцій. Задля цього перед центральним банком як мета валютної політики може ставитися завдання забезпечити штучне заниження курсу національної валюти. Завдяки цьому експортери в обмін на виручену ними іноземну валюту отримують більше коштів у національній валюті та збільшують власну норму прибутку або ж, підтримуючи цю норму на незмінному рівні, забезпечують реалізацію своїх товарів за кордоном за нижчими цінами, підвищуючи свою конкурентоспроможність.
Механізм проведення валютних інтервенцій передбачає залучення до відповідних операцій на валютному ринку певного кола комерційних банків, що виконують роль свого роду первинних дилерів на ринку, поширюючи ефект від валютних інтервенцій центрального банку через власні операції зі своїми клієнтами та з іншими банками на загальну динаміку обмінного курсу. У більшості випадків об'єктом купівлі-продажу національної валюти в обмін на іноземну в процесі валютних інтервенцій є долар США, а сьогодні зростає також і роль євро.
Основними джерелами коштів для проведення валютних інтервенцій є офіційні золотовалютні резерви країни. Зміна їхнього рівня може відображати масштаби державного втручання у процес формування обмінних курсів на валютному ринку. У зв'язку з цим інформація про обсяги інтервенцій у багатьох країнах вважається секретною, з тим щоб конфіденційність дій центрального банку обмежила можливості спекулятивного втручання у динаміку валютних курсів.
Крім того, важливим джерелом коштів для проведення валютних інтервенцій можуть бути короткострокові взаємні кредити, що надаються центральними банками один одному в національних валютах згідно з відповідними міжбанківськими угодами. У зв'язку з цим необхідно зазначити, що участь у валютних інтервенціях можуть брати центральні банки кількох країн. Наприклад, з метою недопущення значного зниження курсу американського долара відносно японської єни активну участь у відповідних валютних інтервенціях нарівні із Федеральною резервною системою США неодноразово брав Банк Японії.
Залежно від впливу на динаміку внутрішніх економічних процесів валютні інтервенції центрального банку поділяються на стерилізовані та нестерилізовані. Стерилізованими називаються валютні інтервенції, за яких зміна іноземних активів центрального банку компенсується відповідною зміною його внутрішніх активів. Наприклад, для того щоб уникнути внаслідок продажу національної валюти на валютному ринку країни надмірного непередбачуваного зростання грошової маси, а отже і сплеску інфляції, центральному банку потрібно здійснити зворотну операцію з внутрішніми активами, у ролі яких можуть бути державні цінні папери. У цьому разі необхідно реалізувати на ринку на відповідну суму державні цінні папери, з тим щоб вилучити надлишкову грошову масу. Нестерилізованими називаються валютні інтервенції, за яких зміна валютних резервів центрального банку веде до зміни грошової маси в країні.
Уперше валютні інтервенції почали проводитися ще в XIX ст. центральними банками Росії та Австро-Угорщини. З відміною золотого стандарту валютні інтервенції проводилися низкою країн насамперед з метою зниження курсів національних валют і стимулювання зовнішньоторговельної експансії. У рамках Бреттон-Вудської валютної системи валютні інтервенції проводилися центральними банками з метою підтримання фіксованих валютних курсів відносно долара США. З переходом до плаваючих курсів у Ямайській валютній системі інтервенції використовуються більшою мірою для згладжування різких курсових коливань різних валют.
Водночас необхідно зазначити, що використання девізної політики має і певні обмеження. Це пов'язано передусім із тим, що валютна інтервенція може мати лише тимчасовий характер, позаяк розміри офіційних золотовалютних резервів є, як правило, обмеженими. А це означає, що продаж іноземної валюти з резервів має обов'язково чергуватися з її купівлею. Інакше резерви надто швидко будуть вичерпані. Це означає, що валютні інтервенції можуть бути ефективними лише у разі незначних коливань кон'юнктури на внутрішньому валютному ринку та порівняно незначних обсягах нерівноваги платіжного балансу. Нестабільність цінової динаміки на внутрішньому ринку також може перешкоджати досягненню цілей девізної політики.